# Prešov

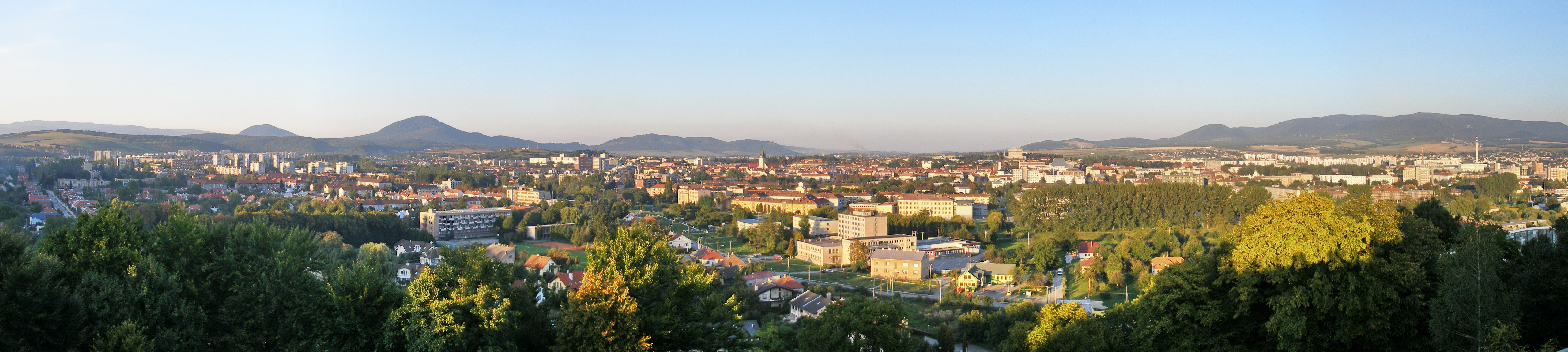
Panorama Prešov

Prešov (în germană Eperies sau Preschau, în maghiară Eperjes) este un important centru cultural și istoric din Slovacia de est. Este o veche așezare a slavilor și a fost colonizată intens de unguri și germani, după care a trecut printr-o perioadă de înflorire culturală. Inima istorică a orașului este bine conservată și o parte din vechile fortificații ale cetății s-au păstrat până în ziua de astăzi. În centrul orașului este se află multe clădiri în stilul Renașterii.
În mijlocul pieții centrale se află impunătoarea Fântână a lui Neptun, decorată cu un grup de statui.
Începând cu anul 1647 orașul a fost reședința comitatului Șaroș.

## Demografie
| An:                | 1994   | 2004   | 2014   | 2024   |
| ------------------ | ------ | ------ | ------ | ------ |
| Număr de persoane: | 92.013 | 91.767 | 90.187 | 81.702 |
| Diferență:         |        | −0,26% | −1,72% | −9,40% |

| An:                | 2023   | 2024   |
| ------------------ | ------ | ------ |
| Număr de persoane: | 82.286 | 81.702 |
| Diferență:         |        | −0,70% |

## Instituții
La Prešov își are sediul Biserica Greco-Catolică din Slovacia.

## Monumente
- Catedrala gotică a Sfântului Nicolae, datând din secolul XIV
- Biserica Evanghelică, construită în anii 1650
- Catedrala Sfântul Ioan Botezătorul din Prešov

La nord de Prešov se află două castele fortificate datând din Evul Mediu, și anume Castelul Saris și Castelul Kapusiansky hrad.

## Personalități
- Johann Sachs von Harteneck (1664-1703), primar al Sibiului
- Francisc Klobusiczky (1707-1760), episcop romano-catolic de Alba Iulia, apoi arhiepiscop de Zagreb
- Pavel Peter Gojdič (1888-1960), episcop greco-catolic, deținut politic, drept între popoare